# La casa in riva al mare (Fiorella Mannoia)
La casa in riva al mare è la prima traccia del Lato B di Storie di casa mia, terzo album del cantautore bolognese Lucio Dalla pubblicato nel 1971. Fiorella Mannoia reinterpreta la canzone come primo singolo estratto dall'album A te dedicato a Dalla, scomparso l'anno precedente, e pubblicato l'11 ottobre 2013. Il singolo viene pubblicato per la Oyà/Sony Music.

## Tracce
Download digitale
1. La casa in riva al mare – 4:15 (testo: Sergio Bardotti, Gianfranco Baldazzi – musica: Lucio Dalla)